# 1481
Cette page concerne l'année 1481  du calendrier julien.
L'année 1481 est une année commune qui commence un lundi.

## Événements
- 5 avril : en Inde, le régent des Bahmanî Mahmûd Gâwân, dénoncé au sultan Shams al-Dîn Muhammad pour trahison, est exécuté[1]. Après sa mort, le sultanat de Bahmanî se démembre en cinq états, les sultanats du Deccan (1584-1518)[2].
- 22 mai : début du sultanat ottoman de Bayezid II ou Veli Bayazid II (fin en 1512)[3].
  - À la mort de Mehmet II (3 mai), le grand vizir Karamani Mehmed Pacha se prononce pour Djem Sultan (Zizim, 1458-1495) mais c’est son frère Veli Bayazid, gouverneur d’Amasya qui a le trône grâce à l’appui des janissaires. Zizim, plusieurs fois vaincu, fuira en Europe où il défraiera la chronique (France de 1482 à 1489 et Naples de 1489 à 1495).
- 20 juin : Djem est battu par Bayazid à Yenişehir. Il se réfugie à Konya puis passe avec sa suite et son harem en territoire mamelouk (28 juin) ; il se rend au Caire, puis part en pèlerinage à La Mecque (20 décembre)[3].
- 30 octobre : Tizoc est le nouveau souverain des Aztèques après le décès de son frère cadet et prédécesseur Axayacatl[4].

- Ambassade du roi d’Éthiopie Eskender auprès du sultan Mamelouk du Caire. Elle obtient tout ce qu’elle désire, dont la nomination d’un nouveau métropolite en Éthiopie par le patriarche copte[5].

### Europe
- 6 janvier : à la mort d’Ahmad Khan, vaincu par le khan de Sibir sur les bords de la rivière Donets, la Horde d'or se désagrège en plusieurs khanats[6].

- 6 février : premier autodafé (Acte de foi au cours desquels sont prononcées les sentences de l’Inquisition) : six hommes et six femmes sont brûlés vifs à Séville pour crypto-judaïsme. Le 4 novembre, on dénombre à Séville 298 brûlés et 98 condamnations à la prison à perpétuité. Ceux qui viennent spontanément confesser leurs fautes sont contraints de défiler comme repentants[7].
- Février : le prince Ivan III de Moscou envahit la Livonie. Il assiège Fellin (1er mars), prend et pille la ville[8].

- 8 avril : le pape ordonne la levée de troupes pour la croisade contre les Turcs[9].

- 21 mai : début du règne de Jean Ier de Danemark (Hans), roi de Danemark à la mort de Christian Ier[10] (fin en 1513).

- 21 juin : bulle Aeternis Regis qui confirme le traité d’Alcáçovas de 1479. La possession des îles Canaries est confirmée à l'Espagne. Le Portugal obtient toutes les terres au Sud[11].
- Juin : les Écossais dévastent le Nord de l'Angleterre[12].

- 13 juillet : ouverture à Presbourg de négociations de paix entre Frédéric III et Mathias Corvin[13].
- 24 juillet : incendie de Notre-Dame de Reims[14].
- Juillet : famine en France consécutive à un été pluvieux. Louis XI intervient pour lutter contre la disette[15].
- Juillet-août[16] : révolte populaire à Agen contre les bourgeois et les consuls de la ville[17].
- 29 août : début du règne de Jean II le Parfait (1455-1495), roi de Portugal[12]. Pour briser la résistance des nobles à sa politique de découvertes, il exige d’eux un serment spécial de reddition immédiate des forteresses à toute réquisition du roi. Il impose le contrôle de nouveaux fonctionnaires royaux sur les administrations seigneuriales. Ces mesures lui valent la reconnaissance du peuple et l’inimité de la noblesse, qui se traduit par des conspirations, notamment avec l’alliance de la Castille. Le roi se montre impitoyable face aux comploteurs.
- Août : tenue des grands jours ou sessions spéciales du Parlement de Paris en Auvergne[18].

- 10 septembre : Alphonse de Calabre, fils de Ferrante, roi de Naples, chasse les Turcs d’Otrante[19].
- 5 octobre : arrestation du chancelier de Bretagne Guillaume Chauvin pour haute trahison. Pierre Landais est tout puissant sur le duché de Bretagne jusqu'en 1485[20].
- 19 octobre : vendanges tardives dans le nord de la France[21].
- Octobre : Mathias Corvin, roi de Hongrie, rompt l’armistice[13] à la suite du refus de l'empereur Frédéric III de modifier l’article du traité de Sopron de 1463 prévoyant que seuls les héritiers légitimes de Mathias pourraient ceindre la couronne de Hongrie.
- 9 décembre : couronnement à Pampelune de François Fébus, roi de Navarre.
- 11 décembre : l'Anjou, le Maine et la Provence sont intégrés au domaine royal français à la mort de Charles II du Maine, héritier du roi René d'Anjou. Louis XI de France hérite de ses droits sur Naples[22]. Marseille est rattachée au royaume de France.
- 22 décembre : convenant de Stans. Les cantons de Fribourg et de Soleure rejoignent la Confédération[23].
- 26 - 27 décembre : prise du château de Zahara par le nasride Moulay Hasan[24]. Commencement de la guerre de Grenade (fin en 1492).

- Peste à Séville. Elle fait 15 000 victimes[25].
- Confirmation du décret discriminatoire contre les Juifs de 1412 en Espagne[26].

Paysage, par le peintre japonais Sesshû Tôyô

## Naissances en 1481
- Date inconnue :
  - Mateo Flecha, compositeur du Royaume d'Aragon (-1553).
  - Mattioli Ludovico di Angelo, peintre italien (-v. 1506).
  - Bastiano da Sangallo, peintre, sculpteur et scénographe italien (-31 mai 1551).

## Décès en 1481
- 3 mai : Mehmet II le Conquérant
- 28 août : Alphonse V de Portugal
- 11 décembre : Charles V d'Anjou
- Date précise inconnue :
  - Axayacatl, souverain aztèque.
  - Jean Fouquet, peintre et miniaturiste français (v. 1420-).
  - Luca Della Robbia, sculpteur florentin (v. 1400-).
  - Ten-Ō Sōtan, peintre japonais (1413-).
  - Thihathura, roi d'Ava (Birmanie) (1431-)